# Grossaffoltern
Grossaffoltern (toponimo tedesco; fino al XIX secolo – 1860 – Affoltern) è un comune svizzero di 3 032 abitanti del Canton Berna, nella regione del Seeland (circondario del Seeland).

## Monumenti e luoghi d'interesse
- Chiesa riformata (già di Santo Stefano), eretta nel XII-XIII secolo e ricostruita nel 1510-1524[1].

## Società

### Evoluzione demografica
L'evoluzione demografica è riportata nella seguente tabella:
Abitanti censiti

## Geografia antropica
Le frazioni di Grossaffoltern sono:
- Ammerzwil
- Chaltebrünne[senza fonte]
- Grossaffoltern
- Kosthofen
- Ottiswil
- Suberg
- Vorimholz
- Wingarte

## Infrastrutture e trasporti
Grossaffoltern è servito dalla stazione di Suberg-Grossaffoltern sulla ferrovia Bienne-Berna.

## Amministrazione
Ogni famiglia originaria del luogo fa parte del cosiddetto comune patriziale e ha la responsabilità della manutenzione di ogni bene comune.